# Colli Martani Grechetto di Todi
Il Colli Martani Grechetto di Todi è un vino DOC la cui produzione è consentita nella provincia di Perugia.

## Caratteristiche organolettiche
- colore: giallo paglierino.
- odore: leggermente vinoso, delicato, caratteristico.
- sapore: secco o leggermente abboccato, vellutato, retrogusto lievemente amarognolo, fruttato, armonico, caratt.

## Abbinamenti consigliati
- trota in porchetta

## Produzione
Provincia, stagione, volume in ettolitri
- Perugia  (1996/97)  560,14